# Забежево
Забежево (пол. Zabierzewo, нім. Sabessow) — село в Польщі, у гміні Пшибернув Голеньовського повіту Західнопоморського воєводства.
Населення — 149 осіб (2011).
У 1975-1998 роках село належало до Щецинського воєводства.

## Демографія
Демографічна структура станом на 31 березня 2011 року:
|          | Загалом | Допрацездатний вік | Працездатний вік | Постпрацездатний вік |
| -------- | ------- | ------------------ | ---------------- | -------------------- |
| Чоловіки | 69      | 11                 | 55               | 3                    |
| Жінки    | 80      | 14                 | 52               | 14                   |
| Разом    | 149     | 25                 | 107              | 17                   |